# Kai ken
A Kai Ken (japán:甲斐犬, kai ken), vagy más néven Tora Inu illetve tigris kutya, egy őshonos kutyafajta Japánban. Igazi jelképnek számít, már évszázadok óta tenyésztik. Rendkívül ritka, még az őshonos területein is. Kapcsolatban áll a japán spiccel.

## Megjelenés

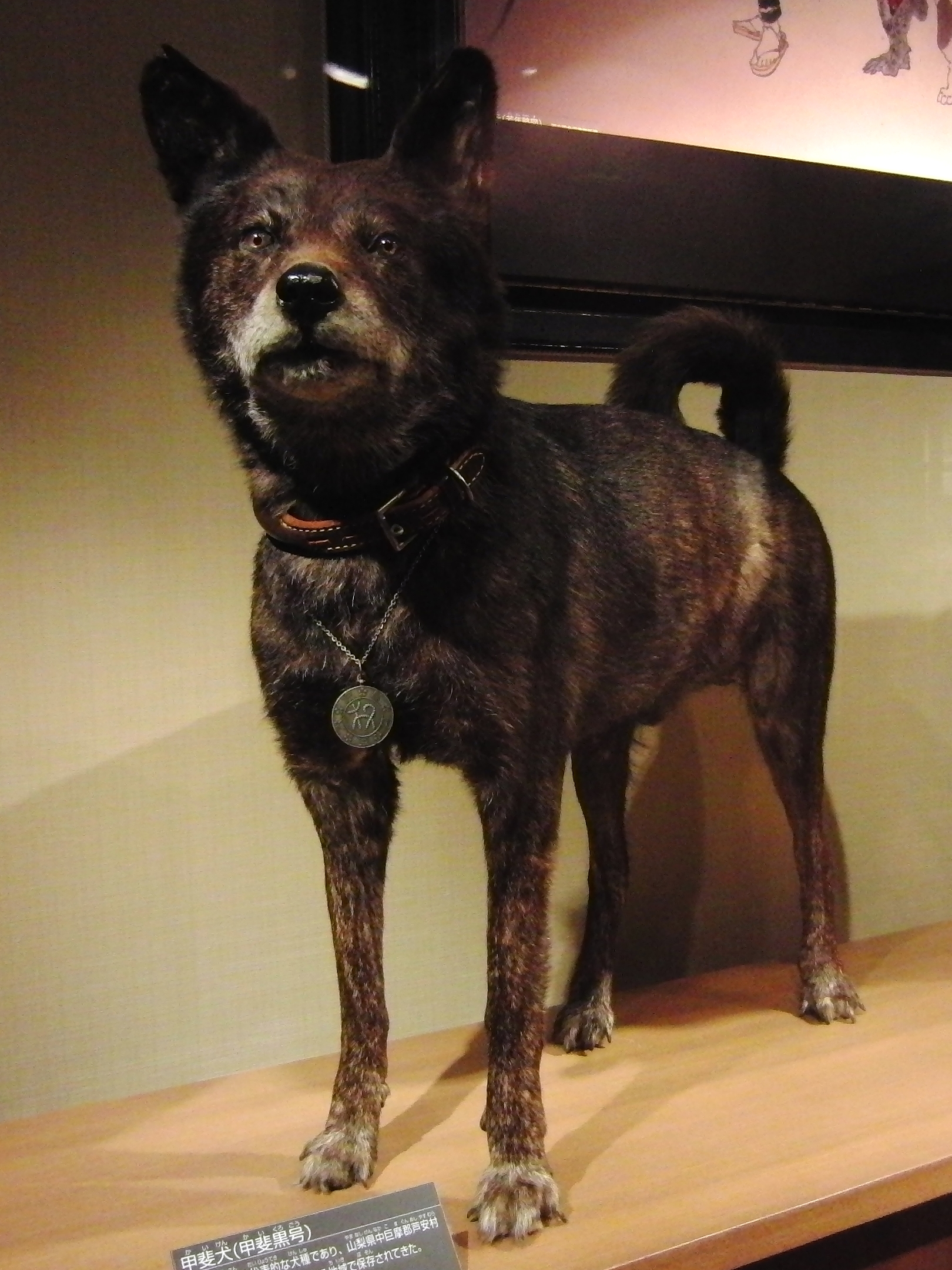
Kitömött Kai Ken,"Kai-kuro-go" a Tokió Nemzeti Múzeumból, Japán.

A Kai Ken közepes termetű kutya, V- alakú fejjel, felfelé álló fülekkel. A hímek magassága 50–56 cm közt mozog, míg a nőstények marmagassága 45–51 cm. A fajtában a hátrakunkorodott, illetve lefelé konyuló farok szintén megengedett. A végtagok és térdek fejlettek, ez a hegyi életmódjuknak köszönhető. Szőrzete durva tapintású, közepesen hosszú, tarka mintázatú (legfőképp tigris csíkos).  A rőt szőrű Kai Ken-t Aka tora-nak, a feketét Kuro-tora-nak, e két szín közötti árnyalatút pedig Chu-tora-nak hívják. A kiskutyák egyszínűek, bundájuk mintázata később alakul ki, rendkívüli esetben csak 5 éves korukra fejlődik ki a végleges szőrzetük.

## Jellem
A Kai Kenekre jellemző hogy intelligensek, fürgék, éberek és hihetetlenül bátrak. Természetükben van a vadászat, de házőrzőként is könnyen alkalmazható, ugyanis tartózkodnak az idegenektől, a gazdáikhoz pedig hűségesek. Barátságosak a gyerekekkel és fajtársaikkal egyaránt, ezért megfelelő családkutya. Szeretnek úszni, vadászat idején bemerészkednek a vízbe, de akár a fákra is felmásznak a zsákmányért.

## Kialakulás
A Kai Ken múltja az ókorig vezethető vissza, ezért a legtisztább fajtának minősül Japánban. Kai egy elszigetelt területén kezdték el tenyészteni, mint vadászkutyát. Legfőképp nagyvadakra, szarvasra és vaddisznóra vadásztak vele. 1934-ben a Kai Ken kutyafajtát Japán természetes jelképeként könyvelték el.

## A köztudatban
- Yoshihiro Takahashi anime sorozatában, Ginga: Nagareboshi Gin-ben (magyar cím: Ezüst nyíl), játszanak szerepet Tigristestvérek néven,
- Ginga: Nagareboshi Gin 2. évadában, a Ginga Densetsu Weed-ben (magyar cím: Ezüst nyíl fia: Weed), a Tigristestvérek Fekete tigrisének fia, Kagetora szintén Kai Ken,
- Yoshihiro Takahashi mangájában, a Kacchū no Senshi Gamu-ban Gama egy aljas Kai Ken hírében áll,
- Chu, a Canine Warriors c. 2006-os videójátékban, Ōkami, szintén egy Kai Ken.
- Hiro Arikawa, Az utazó macska krónikája című könyvében is szerepel egy Kai ken